# Инаваширо (езеро)
Инаваширо (на японски: 猪苗代湖, Inawashiro-ko)  е сладководно отточно езеро в Япония, в североизточната част на остров Хоншу. Площта му е 103,3 km², обемът – 3,86 km³, средната дълбочина – 37 m, максималната – 93,5 m.
Езерото Инаваширо е разположено в падина, южно от вулканския масив Бандай, издигащ се в най-южната част на хребета Оу, на 514 m н.в. Дължина от север на юг – 13,4 km, ширина – до 11,9 km, площ на водосборния басейн – около 711 km², брегова линия – 55,3 km. Езерото се е образувало сравнително скоро (в геоложки смисъл) в резултат от натрупването на лева и пепел, изригнала от разположения на 9 km северно от него вулкан Бандай и преграждането на река Агано. Сега река Агано изтича от северозападния му ъгъл и се влива в Японско море в близост до град Ниигата.